# وودیرادی (ناحیه بلانسکو)
وودیرادی (به چکی: Voděrady) یک منطقهٔ مسکونی در جمهوری چک است که در ناحیه بلانسکو واقع شده‌است. وودیرادی ۴٫۴۴ کیلومتر مربع مساحت و ۵۱۸ نفر جمعیت دارد و ۳۶۴ متر بالاتر از سطح دریا واقع شده‌است.